# Acrotomodes chiriquensis
Acrotomodes chiriquensis es una especie de polilla perteneciente a la familia Geometridae, descrita por primera vez por el entomólogo estadounidense William Schaus en 1901 con distribución en Panamá y probablemente más al norte hasta Costa Rica. El nombre se debe al lugar donde la especie tipo fue descrita, las montañas de la Provincia de Chiriquí.

## Descripción
Es una polilla pequeña, con una envergadura de 26 a 30 milímetros (1 a 1,2 plg). El cuerpo es gris por encima, marrón rojizo por debajo. Las alas son de color marrón grisáceo, irritadas con unas pocas manchas oscuras. Las alas primarias tienen la costa marrón oscuro, irritada con gris, algo de marrón violáceo en la base. Los flecos son marrón rojizo. Las alas secundarias son marrón grisáceo, teñido de lila con el margen externo sombreado de marrón violáceo, especialmente en el ápice. Por debajo las alas son de color marrón rojizo. Las primarias hasta la línea externa están teñidas de lila.